# Морщины

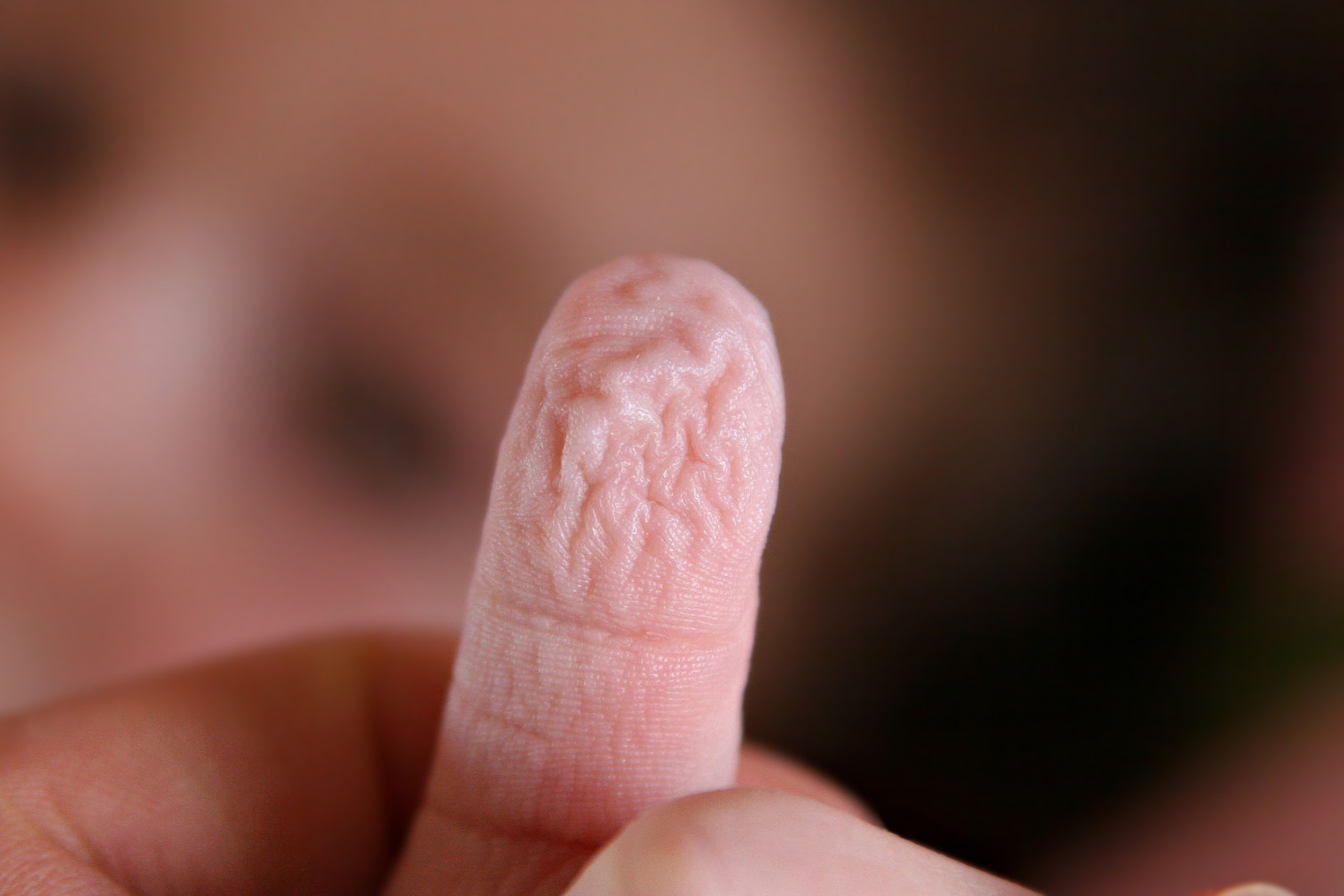
Морщины на пальце, погруженном в воду на 15 минут

Морщины — видимые складки кожи, возникающие в результате избыточной активности мимических мышц, снижения эластичности и упругости кожи и ряда других причин.
Эластичность коже придают волокна коллагена, а упругость — волокна эластина.

## Возрастные морщины

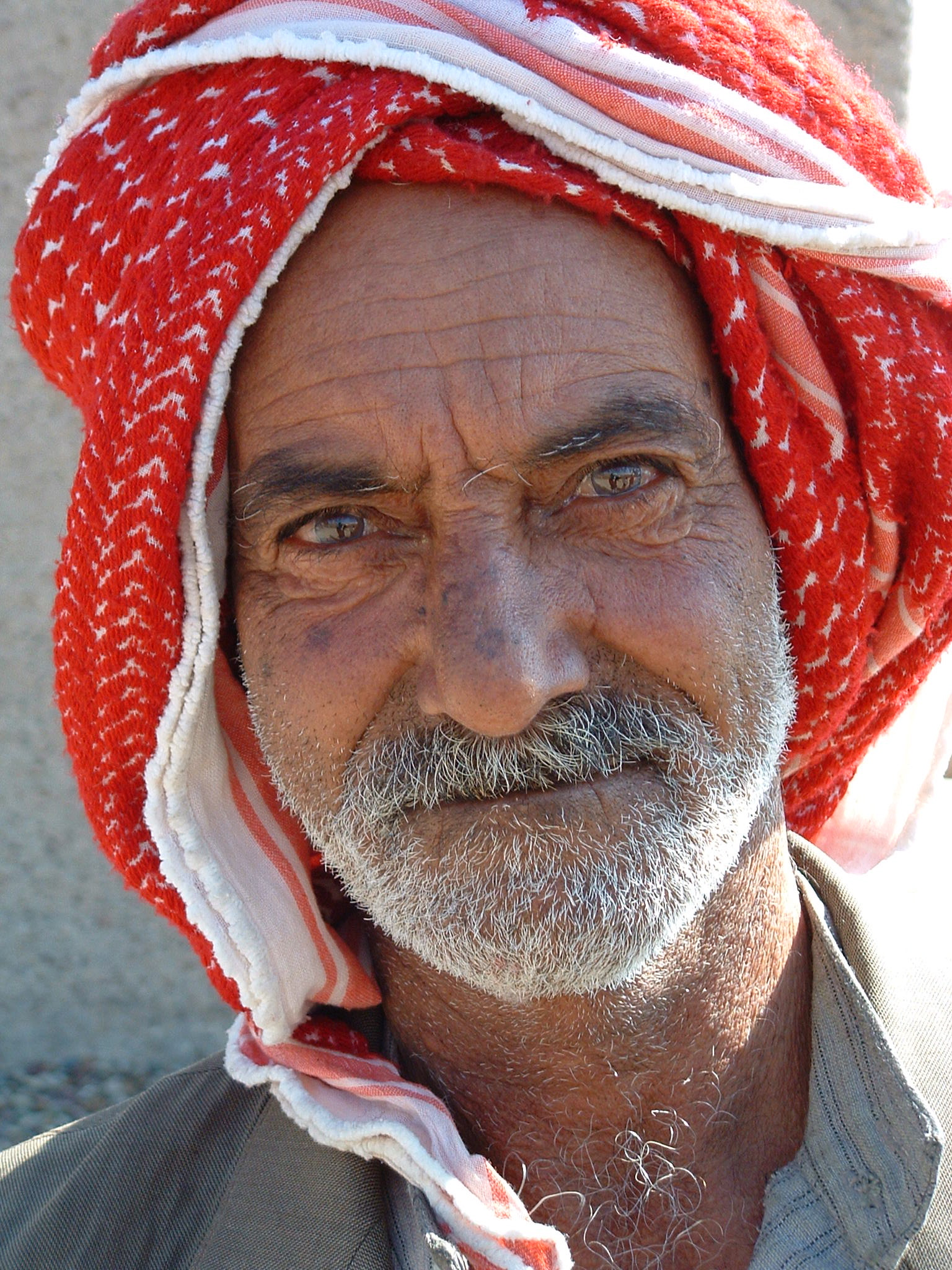
Возрастные морщины

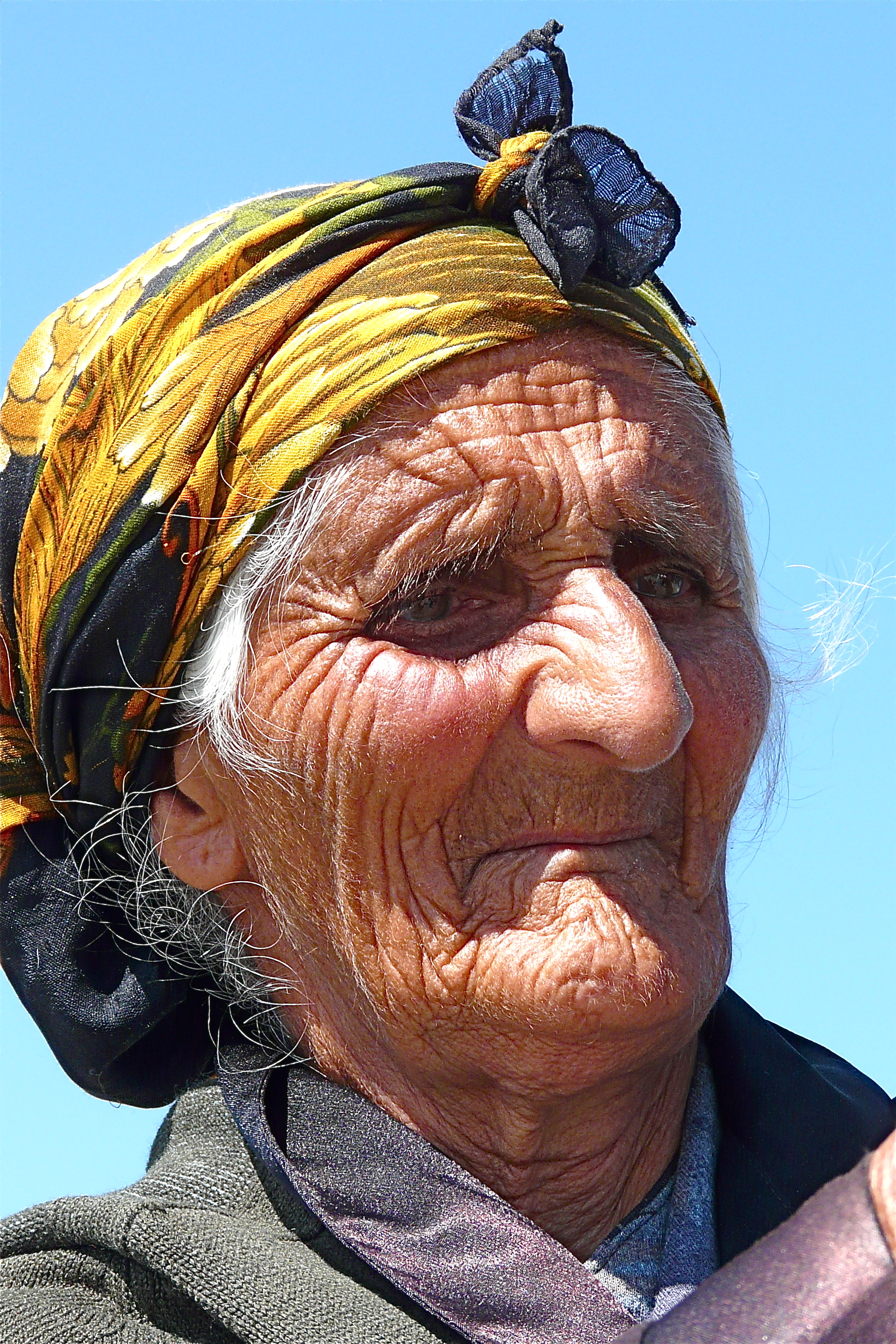
фотостарение кожи от солнца и возраста, можно предотвратить с помощью солнцезащитного крема

С возрастом, а также под действием неблагоприятных факторов внешней среды содержание коллагена, эластина и гиалуроновой кислоты снижается, уменьшается эластичность и увлажненность кожи, что приводит к появлению видимых возрастных признаков. Отсутствие зубов ведёт к атрофии альвеолярного гребня и появлению впалых губ, морщин на подбородке и вокруг рта. Предотвратить и решить проблему можно с помощью протезирования и имплантации зубов. Возникновению морщин также способствует гиперактивность мышц.

## Морщины вокруг глаз[1][2]
В первую очередь морщины возникают на участках с тонким и чувствительным эпидермисом. Недостаток влаги, разрушение коллагена и эластина, недостаток питательных веществ, закупорка пор приводят к ослаблению кожи. Состояние эпидермиса обусловлено рядом факторов: 
- наследственность;
- тип кожи;
- качество питания;
- образ жизни;
- вредные привычки.

Борьба с морщинками включает: 
- гигиенические процедуры;
- правильное питание;
- здоровый полноценный сон.

Дополнительно для борьбы с морщинами вокруг глаз выполняют криопроцедуры, лицевую гимнастику и массаж. 

### Гигиенические процедуры
Умывание водой тонизирует эпидермис. Ороговевшие частички эпидермиса и остатки макияжа препятствуют поступлению кислорода и естественному омоложению клеток. Косметические средства и природные масла обеспечивают дополнительное питание и увлажнение.

### Правильное питание
Состояние кожи зависит от питательных веществ, поступающих в организм. Благоприятно действуют на состояние кожи: 
- овощи и фрукты;
- зелень;
- молочные продукты;
- орехи и злаки.

Негативное действие оказывают:
- газированные напитки;
- чай и кофе;
- алкогольные напитки;
- сладости;
- жареное;
- копченое;
- жирное;
- соль.

## Морщины на мокрых пальцах
Морщины также появляются на пальцах после долгого пребывания в воде. Предположительно это следствие эволюции. Кожа на пальцах рук и ног сморщивается, позволяя удерживать мокрые объекты. В древние времена предки современного человека в поисках еды были вынуждены рыться в мокрой траве и исследовать водоемы.
Так как пальцами с неровной поверхностью брать предметы намного удобнее, в нервной системе человека со временем произошли изменения. Морщинистые пальцы также позволяли предкам современного человека лучше управляться с орудиями охоты во время дождя или при ловле рыбы.
Появление таких морщин объясняется сужением кровеносных сосудов, которое, в свою очередь, зависит от реакции вегетативной нервной системы на стресс. Ранее появление таких морщин объяснялось впитыванием воды в кожу, но было опровергнуто исследованиями, которые показали, что при повреждении нервных волокон этот эффект исчезает. 
До сих пор неизвестно, почему в результате эволюции морщины не остались на пальцах навсегда, независимо от влияния воды. Предполагается что это снизило бы чувствительность кожи рук. 

## Применение косметических средств
Действие большинства косметических средств, предназначенных для уменьшения морщин, заключается либо в увлажнении кожи (эмульсионные кремы), либо в сокращении трансэпидермальной потери влаги (кремы на жировой основе). Ретинол — против морщин и акне, стимулирует клеточное обновление, гиалуроновая кислота — притягивает и удерживает влагу, делает кожу упругой, церамиды, ниацинамид — борется с покраснениями, регулирует себум, сужает поры, пантенол — стимулирует регенерацию кожи, слизистых оболочек, нормализует клеточный метаболизм, ускоряет митоз и увеличивает прочность коллагеновых волокон, азелаиновая кислота — осветляет пигментацию, уменьшает воспаление, солнцезащитный крем — предотвращает морщины от солнца, кожу как у печёного яблока.
Ботокс, инъекционные имплантаты.

## Пластические операции

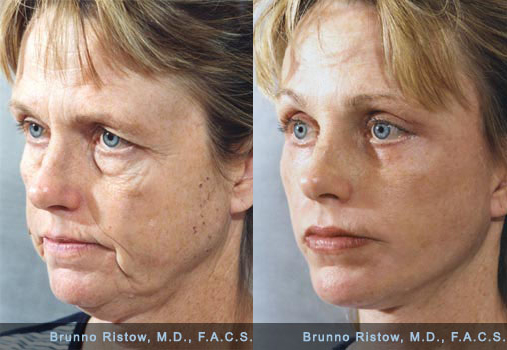
подтяжка лица

Пластические операции могут убрать морщины, например подтяжка лица.